# اوشیئو آکاشی

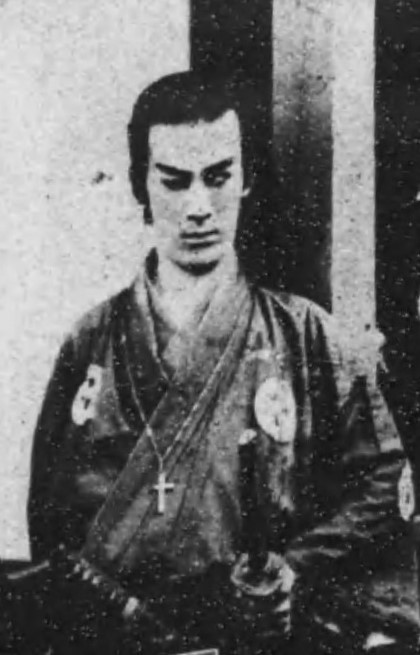

اوشیئو آکاشی (به ژاپنی: 明石 潮 あかし うしお) ۱۱ سپتامبر ۱۸۹۸ – مرگ ۱۹۸۶، او یک بازیگر ژاپنی است.
از فیلم‌ها یا برنامه‌های تلویزیونی که وی در آن نقش داشته است می‌توان به ۱۳ آدم‌کش (فیلم ۱۹۶۳) در نقش «کویزومی تانومو» (小泉頼母) از بزرگان قلمرو آکاشی اشاره کرد.